# Vestre Marholmane
Vestre Marholmane est une île norvégienne du comté de Hordaland appartenant administrativement à Bømlo.

## Description
Rocheuse et désertique, à l'ouest de Austre Marholmane, elle s'étend sur environ 289 m de longueur pour une largeur approximative de 126 m. 